# UCI Europe Tour 2008
L'UCI Europe Tour 2008 fu la quarta edizione dell'UCI Europe Tour, uno dei cinque circuiti continentali di ciclismo dell'Unione Ciclistica Internazionale. Era composto da più di 300 corse che si tennero dal 21 ottobre 2007 al 16 ottobre 2008 in Europa.

## Calendario

### Ottobre 2007
| Data | Prova                                           | Cat. | Vincitore        | Squadra         |
| ---- | ----------------------------------------------- | ---- | ---------------- | --------------- |
| 21   | Chrono des Nations - Les Herbiers Vendée (2007) | 1.1  | László Bodrogi   | Crédit Agricole |
| 27   | Firenze-Pistoia (2007)                          | 1.1  | Boris Špilevskij | Kio Ene-DMT     |

### Febbraio
| Data  | Prova                                          | Cat. | Vincitore             | Squadra                      |
| ----- | ---------------------------------------------- | ---- | --------------------- | ---------------------------- |
| 3     | Grand Prix d'Ouverture La Marseillaise (2008)  | 1.1  | Hervé Duclos-Lassalle | Cofidis                      |
| 6-10  | Étoile de Bessèges (2008)                      | 2.1  | Jurij Trofimov        | Bbox Bouygues Telecom        |
| 9     | Gran Premio Costa degli Etruschi (2008)        | 1.1  | Alessandro Petacchi   | Team Milram                  |
| 10    | Trofeo Mallorca                                | 1.1  | Philippe Gilbert      | Française des Jeux           |
| 11    | Trofeo Cala Millor-Cala Bona                   | 1.1  | Graeme Brown          | Rabobank                     |
| 11-13 | Giro della Provincia di Reggio Calabria (2008) | 2.1  | Daniele Pietropolli   | LPR Brakes-Ballan            |
| 12    | Trofeo Pollença                                | 1.1  | José Joaquín Rojas    | Caisse d'Epargne             |
| 13    | Challenge de Mallorca                          | 1.1  | Philippe Gilbert      | Française des Jeux           |
| 13-17 | Tour Méditerranéen (2008)                      | 2.1  | Aleksandr Bočarov     | Crédit Agricole              |
| 14    | Trofeo Calvia                                  | 1.1  | Gert Steegmans        | Quick Step                   |
| 15-17 | Giro della Provincia di Grosseto (2008)        | 2.1  | Filippo Pozzato       | Liquigas                     |
| 17-21 | Vuelta a Andalucía (2008)                      | 2.1  | Pablo Lastras         | Caisse d'Epargne             |
| 20-24 | Volta ao Algarve (2008)                        | 2.1  | Stijn Devolder        | Quick Step                   |
| 23    | Trofeo Laigueglia (2008)                       | 1.1  | Luca Paolini          | Acqua & Sapone-Caffè Mokambo |
| 23    | Coppa San Geo (2008)                           | 1.2  | Michele Merlo         | VC Mantovani                 |
| 23    | Les Boucles du Sud Ardèche (2008)              | 1.2  | Gatis Smukulis        | Vélo Club La Pomme Marseille |
| 24    | Tour du Haut Var (2008)                        | 1.1  | Davide Rebellin       | Team Gerolsteiner            |
| 26-1  | Volta a la Comunitat Valenciana (2008)         | 2.1  | Rubén Plaza           | SL Benfica                   |
| 29-2  | Trois jours de Vaucluse (2008)                 | 2.2  | Nicolas Vogondy       | Agritubel                    |

### Marzo
| Data  | Prova                                       | Cat.   | Vincitore          | Squadra                         |
| ----- | ------------------------------------------- | ------ | ------------------ | ------------------------------- |
| 1     | Beverbeek Classic (2008)                    | 1.2    | Johan Coenen       | Topsport Vlaanderen             |
| 1     | Omloop Het Volk (2008)                      | 1.HC   | Philippe Gilbert   | Française des Jeux              |
| 2     | Gran Premio di Lugano (2008)                | 1.1    | Rinaldo Nocentini  | AG2R La Mondiale                |
| 2     | Clásica de Almería (2008)                   | 1.1    | Juan José Haedo    | Team CSC-Saxo Bank              |
| 2     | Kuurne-Bruxelles-Kuurne (2008)              | 1.1    | Steven De Jongh    | Quick Step                      |
| 2     | Trofeo ZSŠDI (2008)                         | 1.2    | Manuele Boaro      | Zalf-Désirée-Fior               |
| 4-8   | Vuelta a Murcia (2008)                      | 2.1    | Alejandro Valverde | Caisse d'Epargne                |
| 5     | Le Samyn (2008)                             | 1.1    | Philippe Gilbert   | Française des Jeux              |
| 7-9   | Tre Giorni delle Fiandre Occidentali (2008) | 2.1    | Bobbie Traksel     | P3 Transfer-Batavus             |
| 8     | Vlaamse Pijl (2008)                         | 1.2    | Bram Schmitz       | Van Vliet-EBH Elshof            |
| 8     | Monte Paschi Eroica (2008)                  | 1.1    | Fabian Cancellara  | Team CSC-Saxo Bank              |
| 9     | Grand Prix de Lillers (2008)                | 1.2    | Dominic Klemme     | Team 3C-Gruppe                  |
| 9     | Trofeo Franco Balestra (2008)               | 1.2    | Wojciech Dybel     | MG.KVis-Norda-Pacific           |
| 9     | Poreč Trophy (2008)                         | 1.2    | Aldo Ino Ilešic    | Sava                            |
| 10    | Giro della Provincia di Lucca               | 1.1    | Annullato          | Annullato                       |
| 13-16 | Istrian Spring Trophy (2008)                | 2.2    | Eddy Ratti         | Team Nippo Endeka               |
| 13-16 | Volta ao Distrito de Santarém (2008)        | 2.1    | Maurizio Biondo    | Ceramica Flaminia-Bossini Docce |
| 16    | Giro del Mendrisiotto (2008)                | 1.2    | Eddy Serri         | Miche-Silver Cross              |
| 16    | Parigi-Troyes (2008)                        | 1.2    | Jean-Luc Delpech   | Bretagne-Armor Lux              |
| 16    | Omloop van het Waasland-Kemzeke (2008)      | 1.2    | Nico Eeckhout      | Topsport Vlaanderen             |
| 19    | Nokere Koerse (2008)                        | 1.1    | Wouter Weylandt    | Quick Step                      |
| 20-23 | The Paths of King Nikola (2008)             | 2.2    | Mitja Mahorič      | Perutnina Ptuj                  |
| 21    | Classic Loire-Atlantique (2008)             | 1.2    | Mikel Gaztanaga    | Agritubel                       |
| 23    | Cholet-Pays de Loire (2008)                 | 1.1    | Janek Tombak       | Mitsubishi-Jartazi              |
| 23    | Ronde van het Groene Hart (2008)            | 1.1    | Tomas Vaitkus      | Astana Team                     |
| 23    | Gran Premio San Giuseppe (2008)             | 1.2    | Damian Walczak     | MG.KVis-Norda-Pacific           |
| 23    | La Roue Tourangelle (2008)                  | 1.2    | Vytal' Kondrut     | ISD Sport Donetsk               |
| 24    | Giro del Belvedere (2008)                   | 1.2U   | Davide Malacarne   | Lucchini-Neri-Nuova Comauto     |
| 24    | Rund um Köln                                | 1.HC   | Annullato          | Annullato                       |
| 24-28 | Vuelta a Castilla y León (2008)             | 2.1    | Alberto Contador   | Astana Team                     |
| 24-30 | Tour de Normandie (2008)                    | 2.2    | Antoine Dalibard   | Bretagne-Armor Lux              |
| 25    | Gran Premio Palio del Recioto (2008)        | 1.2U   | Gianluca Brambilla | Zalf-Désirée-Fior               |
| 25-29 | Settimana Ciclistica Internazionale (2008)  | 2.1    | Cadel Evans        | Silence-Lotto                   |
| 26    | Dwars door Vlaanderen (2008)                | 1.1    | Sylvain Chavanel   | Cofidis                         |
| 28-30 | Grand Prix du Portugal (2008)               | 2.Ncup | Vitor Rodrigues    | Portugal B                      |
| 29    | E3 Prijs Vlaanderen (2008)                  | 1.HC   | Kurt-Asle Arvesen  | Team CSC-Saxo Bank              |
| 29-30 | Critérium International (2008)              | 2.HC   | Jens Voigt         | Team CSC-Saxo Bank              |
| 30    | Brabantse Pijl (2008)                       | 1.1    | Sylvain Chavanel   | Cofidis                         |
| 30    | Gran Premio de Llodio (2008)                | 1.1    | Héctor Guerra      | Liberty Seguros                 |
| 30    | Grand Prix Grada Pag                        | 1.2    | Annullato          | Annullato                       |

### Aprile
| Data  | Prova                                       | Cat.   | Vincitore            | Squadra                         |
| ----- | ------------------------------------------- | ------ | -------------------- | ------------------------------- |
| 1-3   | Driedaagse De Panne - Koksijde (2008)       | 2.HC   | Joost Posthuma       | Rabobank                        |
| 2-6   | Cinturón Ciclista Internacional a Mallorca  | 2.2U   | Dirk Müller          | Team Sparkasse                  |
| 2-6   | Settimana Ciclistica Lombarda (2008)        | 2.1    | Danilo Di Luca       | LPR Brakes-Ballan               |
| 4     | Route Adélie de Vitré (2008)                | 1.1    | Kevyn Ista           | Agritubel                       |
| 4-5   | Boucle de l'Artois-Trophée Arras Leader     | 2.2    | Timofej Krickij      | Katusha Continental Team        |
| 4-6   | Le Triptyque des Monts et Châteaux          | 2.2    | Thomas De Gendt      | Cycling Team Davo               |
| 5     | Hel van het Mergelland (2008)               | 1.1    | Tony Martin          | Team High Road                  |
| 5     | Gran Premio Miguel Indurain (2008)          | 1.HC   | Fabian Wegmann       | Team Gerolsteiner               |
| 6     | Grand Prix de la Ville de Rennes (2008)     | 1.1    | Mychajlo Chalilov    | Ceramica Flaminia-Bossini Docce |
| 6     | Trofeo Banca Popolare di Vicenza            | 1.2U   | Roman Maksimov       | Cycling Team Friuli             |
| 8-11  | Circuit de la Sarthe                        | 2.1    | Thomas Voeckler      | Bouygues Télécom                |
| 9-13  | Volta ao Alentejo em Bicicleta              | 2.1    | Héctor Guerra        | Liberty Seguros                 |
| 9-27  | International Tour of Civilizations         | 2.2    | Annullato            | Annullato                       |
| 10    | Grand Prix Pino Cerami (2008)               | 1.1    | Patrick Calcagni     | Team Barloworld                 |
| 11-13 | Circuit des Ardennes                        | 2.2    | Martin Pedersen      | Team GLS                        |
| 12    | Profronde van Drenthe (2008)                | 1.1    | Coen Vermeltfoort    | Rabobank Continental Team       |
| 12    | Giro delle Fiandre Under-23                 | 1.2U   | Gatis Smukulis       | Vélo Club La Pomme Marseille    |
| 13    | Gran Premio Primavera (2008)                | 1.1    | Damiano Cunego       | Lampre                          |
| 13-20 | Presidential Cycling Tour                   | 2.1    | David García         | Karpin-Galicia                  |
| 15    | Parigi-Camembert (2008)                     | 1.1    | Alejandro Valverde   | Caisse d'Epargne                |
| 16    | Scheldeprijs Vlaanderen (2008)              | 1.HC   | Mark Cavendish       | Team High Road                  |
| 16    | La Côte Picarde                             | 1.Ncup | Kristjan Koren       | Slovenia                        |
| 16-20 | Vuelta Ciclista a Aragón                    | 2.1    | Annullata            | Annullata                       |
| 16-20 | Tour du Loir-et-Cher                        | 2.2    | Christofer Stevenson | Team GLS-Pakke Shop             |
| 16-20 | Tour of Hellas                              | 2.2    | Annullato            | Annullato                       |
| 17    | Grand Prix de Denain (2008)                 | 1.1    | Edvald Boasson Hagen | Team High Road                  |
| 17-20 | Rhône-Alpes Isère Tour                      | 2.2    | Jérémie Derangere    | SCO Dijon                       |
| 19    | Tour du Finistère (2008)                    | 1.1    | David Lelay          | Bretagne-Armor Lux              |
| 19    | Liegi-Bastogne-Liegi Under-23               | 1.2U   | Jan Bakelants        | Belgio                          |
| 19    | ZLM Tour                                    | 1.Ncup | Jacopo Guarnieri     | Italia                          |
| 19-23 | Grand Prix of Sochi                         | 2.2    | Dirk Müller          | Team Sparkasse                  |
| 20    | Tro-Bro Léon (2008)                         | 1.1    | Frédéric Guesdon     | Française des Jeux              |
| 20    | Giro d'Oro (2008)                           | 1.1    | Gabriele Bosisio     | LPR Brakes-Ballan               |
| 20    | Beograd-Banja Luka I                        | 1.2    | Aldo Ino Ilesič      | Sava                            |
| 20    | Rund um Düren                               | 1.2    | Bram Schmitz         | Van Vliet-EBH Elshof            |
| 21    | Beograd-Banja Luka II                       | 1.2    | Matej Stare          | Perutnina Ptuj                  |
| 22-25 | Giro del Trentino (2008)                    | 2.1    | Vincenzo Nibali      | Liquigas                        |
| 23-27 | Lotto-Rundfahrt                             | 2.1    | Annullato            | Annullato                       |
| 23-27 | Vuelta Ciclista Internacional a Extremadura | 2.2    | Daniel Lloyd         | An Post-Sean Kelly Team         |
| 25    | Gran Premio della Liberazione               | 1.2U   | Andrea Grendene      | Filmop-Ramonda-Bottoli          |
| 25-27 | Vuelta Ciclista a la Rioja                  | 2.1    | Manuel Calvente      | Contentpolis-Murcia             |
| 25-1  | Tour de Bretagne                            | 2.2    | Benoît Poilvet       | Bretagne-Armor Lux              |
| 26    | A Travers le Brabant Wallon                 | 1.2    | Annullata            | Annullata                       |
| 26-1  | Giro delle Regioni                          | 2.Ncup | Vitalij Buc          | Ucraina                         |
| 27    | Ronde van Noord-Holland (2008)              | 1.1    | Robert Wagner        | Skil-Shimano                    |
| 27    | Parigi-Mantes-en-Yvelines                   | 1.2    | Florian Morizot      | Auber 93                        |
| 27    | East Midlands International Cicle Classic   | 1.2    | Ciarán Power         | Pezula Racing                   |
| 30-4  | Flèche du Sud                               | 2.2    | Marcel Wyss          | Atlas-Romer's Hausbäckerei      |

### Maggio
| Data  | Prova                                                 | Cat. | Vincitore              | Squadra                             |
| ----- | ----------------------------------------------------- | ---- | ---------------------- | ----------------------------------- |
| 1     | Subida al Naranco (2008)                              | 1.1  | Xavier Tondó           | LA-MSS                              |
| 1     | Grote 1 Mei-Prijs - Ereprijs Victor De Bruyne         | 1.2  | Bobbie Traksel         | P3 Transfer-Batavus                 |
| 1     | Memoriał Andrzeja Trochanowskiego                     | 1.2  | Tomasz Kiendys         | CCC-Polsat Polkowice                |
| 1     | GP Copenaghen Classic                                 | 1.2  | Allan Johansen         | Team Designa Køkken                 |
| 1     | Rund um den Henninger-Turm Under-23                   | 1.2U | Stefan Denifl          | Austria                             |
| 1     | Rund um den Henninger-Turm (2008)                     | 1.HC | Karsten Kroon          | Team CSC-Saxo Bank                  |
| 1-3   | Volta da Ascension                                    | 2.2  | Pablo De Pedro         | Supermercados Froiz                 |
| 2     | Grand Prix of Moscow                                  | 1.2  | Oļegs Meļehs           | Dynatek-Latvia                      |
| 2     | Kärnten Viper Grand Prix                              | 1.2  | Annullato              | Annullato                           |
| 3     | Grand Prix Herning                                    | 1.1  | Annullato              | Annullato                           |
| 3     | Gran Premio Industria e Artigianato (2008)            | 1.1  | Eddy Ratti             | Team Nippo Endeka                   |
| 3     | Ronde van Overijssel                                  | 1.2  | Robin Chaigneau        | Team Asito-Löwik                    |
| 3     | Memorial Oleg Dyachenko                               | 1.2  | Timofej Krickij        | Katusha Continental Team            |
| 3     | Grand Prix Bourgas                                    | 1.2  | Pavel Chumanov         | Cycling Club Bourgas                |
| 3     | Majowy Wyścig Klasyczny-Lublin                        | 1.2  | Mateusz Mróz           | CCC-Polsat Polkowice                |
| 3-7   | Vuelta Ciclista Asturias                              | 2.1  | Ángel Vicioso          | LA-MSS                              |
| 4     | Giro di Toscana (2008)                                | 1.1  | Mattia Gavazzi         | Preti Mangimi                       |
| 4     | Colliers Classic                                      | 1.1  | Annullata              | Annullata                           |
| 4     | Trophée des Grimpeurs (2008)                          | 1.1  | David Lelay            | Bretagne - Armor Lux                |
| 4     | Circuito del Porto-Trofeo Arvedi                      | 1.2  | Michele Nodari         | C.C.Cremonese Arvedi Unidelta Garda |
| 4     | Berner Rundfahrt                                      | 1.2U | Jarosław Marycz        | Team FidiBC.com                     |
| 6-11  | Quatre Jours de Dunkerque                             | 2.HC | Stéphane Augé          | Cofidis                             |
| 7-11  | Five Rings of Moscow                                  | 2.2  | Denis Galimzjanov      | Katusha Continental Team            |
| 7-11  | Giro della Regione Friuli Venezia Giulia              | 2.2  | Hrvoje Miholjević      | BK Loborika                         |
| 8-11  | Szlakiem Grodów Piastowskich                          | 2.1  | Bartosz Huzarski       | Polonia                             |
| 8-11  | Tour of Chalkidiki                                    | 2.2  | Daniel Petrov          | Cycling Club Bourgas                |
| 9-11  | Tour du Haut-Anjou                                    | 2.2U | Dennis van Winden      | Rabobank Continental Team           |
| 9-12  | Tour de Berlin                                        | 2.2U | Travis Meyer           | Southaustralia.com-AIS              |
| 10    | Skandis Race Uppsala                                  | 1.2  | Morten Høberg          | Team Løgstør-Cycling for Health     |
| 10-11 | Clásica Internacional a Alcobendas y Collado Villalba | 2.1  | Ezequiel Mosquera      | Karpin-Galicia                      |
| 11    | Gran Premio Industrie del Marmo                       | 1.2  | Simone Stortoni        | Lucchini-Neri-Nuova Comauto         |
| 11    | Omloop der Kempen                                     | 1.2  | Job Vissers            | Dommelstreek                        |
| 12    | Ost-Belgien Rundfahrt                                 | 1.2  | Annullato              | Annullato                           |
| 12    | Neuseen Classics                                      | 1.1  | Steffen Radochla       | Elk Haus                            |
| 13    | Mayor Cup                                             | 1.2  | Timofej Krickij        | Katusha Continental Team            |
| 14    | Batavus Pro Race (2008)                               | 1.1  | Gert Steegmans         | Quick Step                          |
| 15-18 | GP Internacional Paredes Rota dos Móveis              | 2.1  | Pedro Cardoso          | LA-MSS                              |
| 16-18 | Tour de Picardie                                      | 2.1  | Sébastien Chavanel     | Française des Jeux                  |
| 17    | Classic Beograd-Cacak                                 | 1.2  | Mitja Mandril          | Perutnina Ptuj                      |
| 17-25 | Olympia's Tour                                        | 2.2  | Lars Boom              | Rabobank Continental Team           |
| 18    | Grand Prix Jasna Gora-Stochowa                        | 1.2  | Tomasz Kiendys         | CCC-Polsat Polkowice                |
| 18    | Coppa Caivano                                         | 1.2  | Samuele Marzoli        | NGC-Pagnoncelli-Perrel              |
| 18    | Internationale Raiffeisen Grand Prix                  | 1.2  | Matej Stare            | Perutnina Ptuj                      |
| 18-25 | FBD Insurance Rás                                     | 2.2  | Stephen Gallagher      | An Post-Sean Kelly Team             |
| 21-25 | Circuit de Lorraine                                   | 2.1  | Steve Chainel          | Auber 93                            |
| 22-25 | Ronde de l'Isard                                      | 2.2U | Guillaume Bonnafond    | Chambéry Cyclisme Formation         |
| 23    | Tallinn-Tartu Grand Prix (2008)                       | 1.1  | Mart Ojavee            | Rietumu Bank-Riga                   |
| 23    | Grand Prix Hydraulika Mikolasek                       | 1.2  | Peter Kusztor          | P-Nívó Betonexpressz 2000 Corratec  |
| 24    | SEB Tartu Grand Prix (2008)                           | 1.1  | Aleksejs Saramotins    | Rietumu Bank-Riga                   |
| 24    | Grand Prix Kooperativa                                | 1.2  | Esad Hasanovic         | Serbia                              |
| 25    | Grand Prix Velka cena Palma                           | 1.2  | Christoph Meschenmoser | Team Ista                           |
| 25    | Clásica Internacional Txuma                           | 1.2  | Annullata              | Annullata                           |
| 25    | Velika Nagrada Ptuja                                  | 1.2  | Gregor Gazvoda         | Perutnina Ptuj                      |
| 27-1  | Vuelta a Navarra                                      | 2.2  | Diego Tao              | Azpiru Ugarte                       |
| 28-1  | Tour de Belgique                                      | 2.1  | Stijn Devolder         | Quick Step                          |
| 28-1  | Bayern-Rundfahrt                                      | 2.HC | Christian Knees        | Team Milram                         |
| 29-1  | Tour de Gironde                                       | 2.2  | Julien Guay            | Vendée U                            |
| 31    | Grand Prix de Plumelec-Morbihan (2008)                | 1.1  | Thomas Voeckler        | Bouygues Télécom                    |
| 31    | Grand Prix Kranj (2008)                               | 1.1  | Grega Bole             | Adria Mobil                         |

### Giugno
| Data  | Prova                                                   | Cat. | Vincitore                   | Squadra                               |
| ----- | ------------------------------------------------------- | ---- | --------------------------- | ------------------------------------- |
| 1     | Boucles de l'Aulne (2008)                               | 1.1  | Romain Feillu               | Agritubel                             |
| 1     | Coppa della Pace                                        | 1.2  | Ben Swift                   | Gran Bretagna                         |
| 1     | Rogaland Grand Prix                                     | 1.2  | Michael Tronborg Kristensen | Team Designa Køkken                   |
| 1     | Riga GP                                                 | 1.2  | Normunds Lasis              | Dynatek-Latvia                        |
| 1     | Paris-Roubaix Espoirs                                   | 1.2U | Coen Vermeltfoort           | Rabobank Continental Team             |
| 2     | Trofeo Alcide De Gasperi                                | 1.2  | Jarosław Marycz             | Team Fdbc                             |
| 2-7   | Volta Ciclista Internacional a Lleida                   | 2.2  | Lars Boom                   | Rabobank Continental Team             |
| 2-8   | Bałtyk-Karkonosze Tour                                  | 2.2  | Jaroslaw Rebiewski          | CCC-Polsat Polkowice                  |
| 4-8   | Ringerike GP                                            | 2.2  | Daniel Kreutzfeldt          | Team Odense Energi                    |
| 4-8   | Skoda-Tour de Luxembourg                                | 2.HC | Joost Posthuma              | Rabobank                              |
| 6-8   | Euskal Bizikleta                                        | 2.HC | Eros Capecchi               | Fuji-Servetto                         |
| 7     | Grand-Prix Triberg-Schwarzwald (2008)                   | 1.1  | Mathias Frank               | Team Gerolsteiner                     |
| 7     | Memorial Marco Pantani (2008)                           | 1.1  | Enrico Rossi                | NGC Medical-OTC Industria Porte       |
| 7-14  | Turul Ciclist al României                               | 2.2  | Rida Cador                  | P-Nívó Betonexpressz 2000 Corratec    |
| 8     | Memorial Philippe Van Coningsloo                        | 1.2  | Stijn Joseph                | Beveren 2000                          |
| 8     | Coppa Colli Briantei Internazionale                     | 1.2  | Leigh Howard                | Australia                             |
| 8     | Trofeo Città di San Vendemiano-GP Industria e Commercio | 1.2U | Simon Clarke                | Southaustralia.com-AIS                |
| 8     | Gran Premio del Canton Argovia (2008)                   | 1.HC | Lloyd Mondory               | AG2R La Mondiale                      |
| 10-14 | Giro di Slovenia                                        | 2.1  | Jure Golčer                 | LPR Brakes-Ballan                     |
| 10-15 | Internationale Thüringen Rundfahrt                      | 2.2U | Patrick Gretsch             | Thüringer Energie Team                |
| 11    | Veenendaal-Veenendaal (2008)                            | 1.HC | Robert Förster              | Team Gerolsteiner                     |
| 11-17 | Circuito Montañés                                       | 2.2  | Alexey Shchebelin           | Cinelli-OPD                           |
| 12-15 | Grande Prémio Internacional CTT Correios de Portugal    | 2.1  | Nuno Ribeiro                | Liberty Seguros                       |
| 12-15 | Ronde de l'Oise                                         | 2.2  | Niels Brouzes               | Auber 93                              |
| 13-15 | Delta Tour Zeeland                                      | 2.1  | Chris Sutton                | Team Garmin-Chipotle presented by H30 |
| 13-22 | Giro Ciclistico d'Italia                                | 2.1  | Annullato                   | Annullato                             |
| 16-22 | Tour de Serbie                                          | 2.2  | Matija Kvasina              | Perutnina Ptuj                        |
| 17-21 | Ster Elektrotoer                                        | 2.1  | Enrico Gasparotto           | Team Barloworld                       |
| 19-22 | Route du Sud                                            | 2.1  | Daniel Martin               | Team Garmin-Chipotle presented by H30 |
| 19-22 | Boucles de la Mayenne                                   | 2.2  | Freddy Bichot               | Agritubel                             |
| 20    | Abersavenny Criterium International                     | 1.2  | Russell Downing             | Pinarello RT                          |
| 20-22 | Internationale Mainfrankentour                          | 2.2U | Mychajlo Kononenko          | Ucraina                               |
| 22    | GP Nordjylland                                          | 1.2  | Daniel Holm Foder           | Team Løgstør                          |
| 22    | Grand Prix of Wales                                     | 1.2  | Russell Downing             | Pinarello RT                          |
| 25    | Halle-Ingooigem                                         | 1.1  | Gert Steegmans              | Quick Step                            |
| 25    | Internationale Wielertrofee Jong Maar Moedig            | 1.2  | Stijn Neirynck              | Beveren 2000                          |

### Luglio
| Data  | Prova                                              | Cat. | Vincitore           | Squadra                            |
| ----- | -------------------------------------------------- | ---- | ------------------- | ---------------------------------- |
| 1     | Trofeo Città di Brescia                            | 1.2  | Giuseppe De Maria   | Podenzano-Tecninox                 |
| 2     | Grote Prijs Gerrie Knetemann                       | 1.1  | Annullato           | Annullato                          |
| 2-6   | Międzynarodowy Wyścig Solidarności i Olimpijczyków | 2.1  | Łukasz Bodnar       | DHL-Author                         |
| 4     | Campionati europei - Cronometro U23                | CC   | Adriano Malori      | Italia                             |
| 5     | Criterium d'Abruzzo                                | 1.1  | Annullato           | Annullato                          |
| 5     | Tour du Jura                                       | 1.2  | Massimiliano Maisto | NGC Medical-OTC Industria Porte    |
| 5     | Campionati europei - In linea U23                  | CC   | Cyril Gautier       | Francia                            |
| 6     | Tour du Doubs (2008)                               | 1.1  | Anthony Geslin      | Bouygues Télécom                   |
| 6     | Giro delle Valli Aretine-GP Città di Arezzo        | 1.2  | Enrico Zen          | Filmop-Ramonda-Bottoli             |
| 6     | De Drie Zustersteden-Willebroek                    | 1.2  | Annullata           | Annullata                          |
| 6-13  | Österreich-Rundfahrt                               | 2.HC | Thomas Rohregger    | Elk Haus-Simplon                   |
| 9-13  | Troféu Joaquim Agostinho                           | 2.2  | Dirk Müller         | Team Sparkasse                     |
| 10-12 | GP Cycliste de Gemenc                              | 2.2  | Davide Torosantucci | Katay Cycling Team                 |
| 12    | Cronoscalata Gardone Val Trompia-Prati di Caregno  | 1.2  | Robert Vrečer       | Radenska KD Financial Point        |
| 13    | Giro del Medio Brenta                              | 1.2  | Robert Vrečer       | Radenska KD Financial Point        |
| 13    | Pomorski Klasyk                                    | 1.2  | Dariusz Baranowski  | DHL-Author                         |
| 18-20 | Vuelta a la Comunidad de Madrid                    | 2.1  | Oleh Čužda          | Contentpolis Murcia                |
| 19    | Grand Prix Cristal Energie                         | 1.2  | Dan Craven          | Team FidiBC.com                    |
| 19    | Plovdiv Cup                                        | 1.2  | Aleksandar Đukić    |                                    |
| 20    | Trofeo Matteotti (2008)                            | 1.1  | Paolo Bettini       | Quick Step                         |
| 20    | Giro del Casentino                                 | 1.2  | Simone Ponzi        | Zalf-Désirée-Fior                  |
| 23-27 | Sachsen-Tour International                         | 2.1  | Bert Grabsch        | Team Columbia-High Road            |
| 24-27 | Brixia Tour (2008)                                 | 2.1  | Santo Anzà          | Diquigiovanni-Androni Giocattoli   |
| 25    | Prueba Villafranca de Ordizia (2008)               | 1.1  | Vladimir Karpec     | Caisse d'Epargne                   |
| 26    | Grand Prix Bradlo                                  | 1.2  | Péter Kusztor       | P-Nívó-Betonexpressz 2000-Corratec |
| 26-28 | Kreiz Breizh Elites                                | 2.2  | Blel Kadri          | Caisse d'Epargne                   |
| 26-30 | Tour de Wallonie                                   | 2.HC | Sergej Ivanov       | Astana Team                        |
| 27    | Grand Prix de la ville de Pérenchies               | 1.2  | Steven De Neef      | Davitamon-Lotto-Jong Vlaanderen    |
| 27    | Gran Premio Inda                                   | 1.2  | Jarosław Marycz     | Team FidiBC.com                    |
| 29-2  | Dookoła Mazowsza                                   | 2.2  | Tomasz Kiendy       | CCC Polsat-Polkowice               |
| 30-3  | Tour Alsace                                        | 2.2  | Robert Bengsch      | Germania                           |
| 30-3  | Post Danmark Rundt                                 | 2.HC | Jakob Fuglsang      | Team CSC-Saxo Bank                 |
| 31    | Circuito de Getxo (2008)                           | 1.1  | Reinier Honig       | P3 Transfer-Batavus                |

### Agosto
| Data  | Prova                                      | Cat. | Vincitore            | Squadra                            |
| ----- | ------------------------------------------ | ---- | -------------------- | ---------------------------------- |
| 1     | Gran Premio Carnaghese (2008)              | 1.1  | Francesco Ginanni    | Serramenti PVC Diquigiovanni       |
| 1     | Grand Prix Betonexpressz 2000              | 1.2  | Péter Kusztor        | P-Nívó Betonexpressz 2000 Corratec |
| 2     | Gran Premio Nobili Rubinetterie (2008)     | 1.1  | Giampaolo Cheula     | Team Barloworld                    |
| 2     | Grand Prix P-Nívó                          | 1.2  | Gergely Ivanics      | P-Nívó Betonexpressz 2000 Corratec |
| 2     | Scandinavian Open Road Race                | 1.2  | Aleksejs Saramotins  | Rietumu Bank-Riga                  |
| 3     | Giro dell'Appennino (2008)                 | 1.1  | Alessandro Bertolini | Serramenti PVC Diquigiovanni       |
| 3     | La Poly Normande (2008)                    | 1.1  | Arnaud Gerard        | Française des Jeux                 |
| 3     | Subida a Urkiola (2008)                    | 1.1  | David Arroyo         | Caisse d'Epargne                   |
| 3     | Sparkassen Giro Bochum (2008)              | 1.1  | Eric Baumann         | Sparkasse                          |
| 3     | Giro Ciclistico del Cigno                  | 1.2  | Federico Vitali      | Cyber Team Oleodinamica Panni      |
| 5     | Gran Premio Folignano                      | 1.2  | Alessandro De Marchi | Team Brisot-Cardin-Bibanese        |
| 5-9   | Vuelta Ciclista a León                     | 2.2  | Wout Poels           | P3 Transfer-Batavus                |
| 5-9   | Vuelta a Burgos                            | 2.HC | Xabier Zandio        | Caisse d'Epargne                   |
| 6-9   | Tour des Pyrénées                          | 2.2  | Dan Fleeman          | An Post-Sean Kelly Team            |
| 6-7   | Paris-Corrèze                              | 2.1  | Miyataka Shimizu     | Meitan Hompo-GDR                   |
| 7     | Gran Premio Città di Camaiore (2008)       | 1.1  | Leonardo Bertagnolli | Liquigas                           |
| 7-9   | Małopolski Wyścig Górski                   | 2.2  | Marcin Sapa          | DHL-Author                         |
| 7-10  | Tour de Szeklerland                        | 2.2  | Martin Hebik         | AC Sparta Praha                    |
| 9     | Giro del Lazio                             | 1.HC | Annullato            | Annullato                          |
| 10    | Trofeo Internazionale Bastianelli          | 1.2  | Peter Kennaugh       | Gran Bretagna                      |
| 10    | Fyen Rundt                                 | 1.2  | Lars Ulrich Sørensen | Energy Fyn                         |
| 10-13 | Tour de l'Ain                              | 2.1  | Linus Gerdemann      | Team Columbia                      |
| 11    | Gran Premio Città di Felino                | 1.2  | Egor Silin           | Russia                             |
| 12    | Giro delle Marche 1                        | 1.1  | Annullato            | Annullato                          |
| 13    | Giro delle Marche 2                        | 1.1  | Annullato            | Annullato                          |
| 13-24 | Volta a Portugal                           | 2.HC | David Blanco         | Palmeiras Resort-Tavira            |
| 14    | Puchar Ministra Obrony Narodowej           | 1.2  | Bartłomiej Matysiak  | Legia                              |
| 16    | Memoriał Henryka Łasaka (2008)             | 1.1  | Krzysztof Jezowski   | CCC-Polsat Polkowice               |
| 16    | Memorial Fausto Coppi                      | 1.1  | Annullato            | Annullato                          |
| 16    | Gran Premio Capodarco (2008)               | 1.2  | Peter Kennaugh       | Gran Bretagna                      |
| 17    | Vlaamse Havenpijl                          | 1.2  | Jonas Aaen Jørgensen | Team GLS                           |
| 17    | Gara Ciclistica Montappone                 | 1.2  | Anton Sintsov        | Centri della Calzatura-Partizan    |
| 17    | Puchar Uzdrowisk Karpackich                | 1.2  | Mariusz Witecki      | Mróz-Action-Uniqa                  |
| 18    | Trofeo Città di Castelfidardo (2008)       | 1.2  | Aleksej Catevič      | Russia                             |
| 19    | Grote Prijs Stad Zottegem (2008)           | 1.1  | Roy Sentjens         | Silence-Lotto                      |
| 19    | Gran Premio Fred Mengoni (2008)            | 1.2  | Adriano Malori       | Filmop-Ramonda-Bottoli             |
| 19    | Tre Valli Varesine (2008)                  | 1.HC | Francesco Ginanni    | Serramenti PVC Diquigiovanni       |
| 19    | Grand Prix des Marbriers                   | 1.2  | Ben Hermans          | Cycling Team Davo                  |
| 19-22 | Tour du Limousin                           | 2.1  | Sébastien Hinault    | Crédit Agricole                    |
| 20    | Coppa Agostoni (2008)                      | 1.1  | Linus Gerdemann      | Team Columbia                      |
| 20-24 | Rothaus Regio-Tour                         | 2.1  | Björn Schröder       | Team Milram                        |
| 20-24 | Grand Prix Tell                            | 2.2  | Timofej Krickij      | Katusha Continental Team           |
| 21    | Coppa Bernocchi (2008)                     | 1.1  | Steve Cummings       | Team Barloworld                    |
| 22-24 | Szlakiem Walk Majora Hubala                | 2.2  | Tomasz Kiendys       | CCC-Polsat Polkowice               |
| 23    | Trofeo Melinda (2008)                      | 1.1  | Leonardo Bertagnolli | Liquigas                           |
| 24    | Clásica a los Puertos de Guadarrama (2008) | 1.1  | Levi Leipheimer      | Astana Team                        |
| 24    | Rund um den Sachsenring                    | 1.2  | Karsten Volkmann     | Team Isaac                         |
| 25    | Grand Prix de Beuvry la Forêt              | 1.2  | Annullato            | Annullato                          |
| 26-31 | Giro della Valle d'Aosta                   | 2.2  | Michele Gaia         | De Nardi-Daigo-UC Bergamasca 1902  |
| 27    | Druivenkoers (2008)                        | 1.1  | Dominic Klemme       | 3C Gruppe                          |
| 27-31 | Tour of Ireland                            | 2.1  | Marco Pinotti        | Team Columbia                      |
| 30    | Giro del Veneto (2008)                     | 1.HC | Francesco Ginanni    | Serramenti PVC Diquigiovanni       |
| 31    | Châteauroux Classic de l'Indre (2008)      | 1.1  | Anthony Ravard       | Agritubel                          |
| 31    | Tour de Rijke (2008)                       | 1.1  | Steven de Jongh      | Quick Step-Innergetic              |

### Settembre
| Data  | Prova                                             | Cat.   | Vincitore                         | Squadra                         |
| ----- | ------------------------------------------------- | ------ | --------------------------------- | ------------------------------- |
| 2     | Schaal Sels (2008)                                | 1.1    | Elia Rigotto                      | Team Milram                     |
| 3     | Memorial Rik Van Steenbergen (2008)               | 1.1    | Gert Steegmans                    | Quick Step                      |
| 3-7   | Okolo Slovenska                                   | 2.2    | Adam Wadecki                      | Kalev Sport                     |
| 5-14  | Tour de l'Avenir (2008)                           | 2.Ncup | Jan Bakelants                     | Belgio                          |
| 6     | Coppa Placci (2008)                               | 1.HC   | Luca Paolini                      | Acqua & Sapone-Caffè Mokambo    |
| 7     | Grote Prijs Jef Scherens (2008)                   | 1.1    | Wouter Mol                        | P3 Transfer-Batavus             |
| 7     | Giro della Romagna (2008)                         | 1.1    | Enrico Gasparotto                 | Team Barloworld                 |
| 7     | Polymultipliée Lyonnaise                          | 1.2    | Mateusz Taciak                    |                                 |
| 7     | Ljubljana-Zagreb                                  | 1.2    | Robert Vrečer                     | Radenska KD Financial Point     |
| 7     | Trofeo Salvatore Morucci                          | 1.2    | Fabio Taborre                     |                                 |
| 7     | Memorial Davide Fardelli                          | 1.2    | Marcel Kittel                     | Thuringer Energie Team          |
| 7-14  | Tour of Britain                                   | 2.1    | Geoffroy Lequatre                 | Agritubel                       |
| 7-14  | Tour de Bulgarie                                  | 2.2    | Danail Petrov                     | Bulgaria                        |
| 11-14 | Giro della Toscana Under-23                       | 2.2U   | Annullato                         | Annullato                       |
| 13    | Praha-Karlovy Vary-Praha                          | 1.2    | Eric Baumann                      | Team Sparkasse                  |
| 13    | Parigi-Bruxelles (2008)                           | 1.HC   | Robbie McEwen                     | Silence-Lotto                   |
| 13-14 | Tryptique des Barrages                            | 2.2U   | Annullato                         | Annullato                       |
| 14    | Rund um die Nürnberger Altstadt (2008)            | 1.1    | André Greipel                     | Team Columbia-High Road         |
| 14    | Chrono Champenois                                 | 1.2    | Adriano Malori                    |                                 |
| 14    | Grand Prix de Fourmies (2008)                     | 1.HC   | Giovanni Visconti                 | Quick Step                      |
| 17    | Grand Prix de Wallonie (2008)                     | 1.1    | Stefano Garzelli                  | Acqua & Sapone-Caffè Mokambo    |
| 17-21 | 3-Länder-Tour der Sparkassen Versicherung         | 2.1    | Annullato                         | Annullato                       |
| 18    | Kroz Vojvodina I deo                              | 1.2    | Robert Vrečer                     | Radenska KD Financial Point     |
| 19    | Kampioenschap van Vlaanderen (2008)               | 1.1    | André Greipel                     | Team Columbia-High Road         |
| 19    | Grand Prix de la Somme (2008)                     | 1.1    | William Bonnet                    | Crédit Agricole                 |
| 20    | Memorial Viviana Manservisi (2008)                | 1.1    | Alessandro Petacchi               | LPR Brakes-Ballan               |
| 20    | Lombardia Tour-Trofeo Tad Pharma-Trofeo NGC       | 1.2    | Aleksejs Saramotins               | Lettonia                        |
| 20    | Praha-Karlovy Vary-Praha                          | 1.2    | Eric Baumann                      | Team Sparkasse                  |
| 20    | Kroz Vojvodina II deo                             | 1.2    | Gregor Gazvoda                    | Perutnina Ptuj                  |
| 21    | Grand Prix d'Isbergues (2008)                     | 1.1    | William Bonnet                    | Crédit Agricole                 |
| 21    | Gran Premio Industria e Commercio di Prato (2008) | 1.1    | Mychajlo Chalilov                 | Ceramica Flaminia-Bossini Docce |
| 21    | Duo Normand                                       | 1.2    | Martin Mortensen Michael Tronborg | Team Designa Køkken             |
| 21    | Trofeo Gianfranco Bianchin                        | 1.2    | Robert Vrečer                     | Radenska KD Financial Point     |
| 21    | Giro del Canavese                                 | 1.2U   | Simone Ponzi                      | Zalf-Désirée-Fior               |
| 24    | Omloop van het Houtland (2008)                    | 1.1    | Martin Pedersen                   | GLS-Pakke Shop                  |
| 24-27 | Tour du Poitou-Charentes et de la Vienne          | 2.1    | Benoît Vaugrenard                 | Française des Jeux              |
| 27    | Giro Dolce di Parma                               | 1.1    | Annullato                         | Annullato                       |
| 30    | Omloop van de Vlaamse Scheldeboorden (2008)       | 1.1    | Wouter Weylandt                   | Quick Step                      |
| 30    | Ruota d'Oro                                       | 1.2    | Ben Gastauer                      | FidiBC.com                      |

### Ottobre
| Data | Prova                              | Cat. | Vincitore             | Squadra                           |
| ---- | ---------------------------------- | ---- | --------------------- | --------------------------------- |
| 2-5  | Circuit Franco-Belge               | 2.1  | Juan Antonio Flecha   | Rabobank                          |
| 3    | Sparkassen Münsterland Giro (2008) | 1.1  | André Greipel         | Team Columbia-High Road           |
| 3-5  | Cinturó de l'Empordà               | 2.2  | Luca Zanasca          | Centri della Calzatura-Partizan   |
| 4    | Memorial Cimurri (2008)            | 1.1  | Mychajlo Chalilov     | Ceramica Flaminia-Bossini Docce   |
| 4    | Piccolo Giro di Lombardia (2008)   | 1.2  | Daniele Ratto         | De Nardi-Daigo-UC Bergamasca 1902 |
| 5    | Giro del Lazio (2008)              | 1.HC | Francesco Masciarelli | Acqua & Sapone-Caffè Mokambo      |
| 5    | Tour de Vendée (2008)              | 1.1  | Koldo Fernández       | Euskaltel-Euskadi                 |
| 9    | Paris-Bourges (2008)               | 1.1  | Bernhard Eisel        | Team Columbia-High Road           |
| 9    | Coppa Sabatini (2008)              | 1.1  | Mychajlo Chalilov     | Ceramica Flaminia-Bossini Docce   |
| 11   | Giro dell'Emilia (2008)            | 1.HC | Danilo Di Luca        | LPR Brakes-Ballan                 |
| 12   | Gran Premio Bruno Beghelli (2008)  | 1.1  | Alessandro Petacchi   | LPR Brakes-Ballan                 |
| 12   | Paris-Tours (2008)                 | HC   | Philippe Gilbert      | Française des Jeux                |
| 12   | Paris-Tours Espoirs (2008)         | 1.2U | Tony Gallopin         | Auber 93                          |
| 14   | Nationale Sluitingsprijs (2008)    | 1.1  | Hans Dekkers          | Mitsubishi-Jartazi                |
| 16   | Giro del Piemonte (2008)           | 1.HC | Daniele Bennati       | Liquigas                          |

## Classifiche
Aggiornate al 17 ottobre 2008.
| Pos. | Corridore         | Squadra       | Punti |
| ---- | ----------------- | ------------- | ----- |
| 1    | Enrico Gasparotto | Barloworld    | 644   |
| 2    | Stefano Garzelli  | Acqua & Sap.  | 588,2 |
| 3    | Mychajlo Chalilov | Cer. Flaminia | 488   |
| 4    | Luca Paolini      | Acqua & Sap.  | 476,2 |
| 5    | Danilo Di Luca    | LPR Brakes    | 454,2 |
| 6    | Stefan van Dijk   | Mitsubishi    | 448   |
| 7    | Héctor Guerra     | Liberty Seg.  | 421   |
| 8    | Francesco Ginanni | Diquigiovanni | 407,4 |
| 9    | Eddy Ratti        | Nippo-Endeka  | 336   |
| 10   | Bobbie Traksel    | P3 Transfer   | 335   |

| Pos. | Squadra                          | Punti    |
| ---- | -------------------------------- | -------- |
| 1    | Acqua & Sapone-Caf. Mokambo      | 1 875    |
| 2    | Team Barloworld                  | 1 749    |
| 3    | LPR Brakes-Ballan                | 1 672,6  |
| 4    | Agritubel                        | 1 640    |
| 5    | Perutnina Ptuj                   | 1 313    |
| 6    | Mitsubishi-Jartazi               | 1 271    |
| 7    | Ceramica Flaminia-Bossini D.     | 1 204    |
| 8    | Diquigiovanni-Androni Giocattoli | 1 137,6  |
| 9    | Rabobank Continental Team        | 1 105,92 |
| 10   | Liberty Seguros                  | 1 082    |

| Pos. | Nazione     | Punti    |
| ---- | ----------- | -------- |
| 1    | Italia      | 3 842,4  |
| 2    | Spagna      | 2 432,66 |
| 3    | Paesi Bassi | 2 316,86 |
| 4    | Slovenia    | 2 122    |
| 5    | Francia     | 2 091,2  |
| 6    | Germania    | 1 844,8  |
| 7    | Polonia     | 1 844,32 |
| 8    | Belgio      | 1 804,2  |
| 9    | Russia      | 1 723    |
| 10   | Ucraina     | 1 496    |